# Ипе Ивандић
Горан Ипе Ивандић (Вареш, 10. децембар 1955 — Београд, 12. јануар 1994) био je југословенски и српски рок бубњар, познат по свом раду са Бијелим дугметом.

## Биографија
Ивандић се родио у Варешу, у средњој Босни. Његова рођена сестра је Гордана Ивандић, касније певачица група Мирзино јато и Макадам. Као дечак се преселио у Сарајево. Током основне школе похађао је часове виолине, али након завршног испита више није хтео да студира овај инструмент.
Он и његови пријатељи су средином 1970. основали групу у оквиру Пионирског центра „Бошко Буха“ у Сарајеву деловала је музичка секција. Састав је назван "Crossroads, а Ипету су припали бубњеви.
Пошто му је музика одузимала слободно време, Ипе је понављао други разред гимназије и прешао на ванредно школовање. У лето 1972. састав Моби Дик је позвао Ипета на тромесечну „тезгу“  у Трпањ. Када се вратио у Сарајево, Ивандић је постао један од најтраженијих бубњара у граду. Определио се за састав (Rock) састављен од познатих и музички образованих сарајевских музичара чије је идеје касније објединио Габор Ленђел, вођа Тешке индустрије. Како је у лето 1973. остао без посла на мору, Ипе је стицајем околности остао у Сарајеву и након разговора са Гораном Бреговићем одлучио да пређе у Бијело дугме.
Следећих неколико година је свирао у Бијелом дугмету. Почетком 1976. године група је отишла у Америку, где су снимили Ивандићев сингл с песмама "Џамбо" и "Ватра", те Бебеков с песмама "Милован" и Goodbye, America. Почетком јесени у Ивандић одлази у ЈНА, а на његово место привремено долази Милић Вукашиновић из Индекса.
Када је 1978. Бреговић отишао у војску, Ипе и Лаза Ристовски су покренули властити пројект „Стижемо“. С обзиром на почетни успех, они напуштају Бијело дугме и у потпуности се предају новом пројекту. Међутим, 19. септембра исте године је Ипе ухапшен због поседовања хашиша и осуђен на три године затвора. После овога, Ивандић је одлучио да остави пороке, продао је бубњеве, почео да учи и успешно положио неколико испита на Факултету политичких наука у Сарајеву, смер - новинарство. Убрзо је схватио да не може без музике, па је поново набавио инструмент, и 1979. са Слађаном Милошевић снимио албум Горим од жеље да убијем ноћ.
Дана 17. фебруара 1981. отишао је на издржавање казне у Фочу. Од првог дана истицао се примерним понашањем и радом у музичкој секцији, па је чак два пута добио дозволу да наступи са КУД-ом „Браћа Рибар“ из Фоче. За Дан Републике 1982. године, Председништво СФРЈ га је ослободило даљњег издржавања казне. Око Нове године је прихватио позив да поновно заузме своје место у Бијелом дугмету, у ком је остао до распада групе 1989.
Са дугогодишњом девојком Амилом је снимио два албума - "Какав диван дан" (1985) и "Игре слободе" (1986), на којима је покушао да негује музику базирану на звуку електронских инструмената. После неуспеха последњег албума, дигао је руке од било какве музике изван „Бијелог дугмета“.
Нејасно је где је живео након почетка рата у бившој Југославији. Већина каже да је живео у Београду, али Жељко Бебек у свом интервјуу говори да је живео у Бечу.

## Смрт
Дана 12. јануара 1994. Ивандић је пао са шестога спрата зграде хотела Метропол у Београду и умро. Верује се да је у питању самоубиство, иако Бебек у горенаведеном интервјуу тврди да не верује у то. Горан Бреговић мисли да је због месечарења Ипе испао кроз терасу хотелске собе.
Иза себе је оставио супругу и сина. Сахрањен је у породичној гробници на гробљу Орловача у Београду.
2015. године је изашао филм о његовом животу и раду под насловом Изгубљено дугме.